# Лорън Джаксън
Лорън Джаксън (на английски: Lauren Jackson) е австралийска баскетболистка, участвала в 4 летни олимпийски игри.

## Биография
Родена е на 11 май 1981 г. започва да играе баскетбол на 4-годишна възраст в семейството на Гари и Мари Джаксън, които са баскетболни национали на Австралия.
По време на Летните олимпийски игри в Лондон през 2012 г. Джаксън става най-резултатната баскетболистка в историята на олимпийските игри.
На Световното първенство през 2002 г. в Китай е избрана в отбора на звездите (All-Star Team).